# جام لا لیگا-سری آ ۲۰۱۹
جام لا لیگا-سری آ ۲۰۱۹ نسخه افتتاحیه از رقابت بین دو تیم از لا لیگا و سری آ بود. بارسلونا از لالیگا و ناپولی از سری آ به ترتیب شرکت کنندگان این مراسم بودند و اولین بازی در تاریخ ۷ اوت در ورزشگاه هارد راک در میامی، فلوریدا و بازی دوم در تاریخ ۱۰ اوت در ورزشگاه میشیگان در ان آربر، میشیگان برگزار شد.

## تیم‌ها
دو تیم در این مسابقات شرکت کردند:
| کشور    | تیم      | میزبان در |
| ------- | -------- | --------- |
| ایتالیا | ناپولی   | دور برگشت |
| اسپانیا | بارسلونا | دور رفت   |

## ورزشگاه‌ها
این مسابقات در دو مکان برگزار شد:
| میامی            | ان آربرمیامی · | ان آربر         |
| ---------------- | -------------- | --------------- |
| ورزشگاه هارد راک | ان آربرمیامی · | ورزشگاه میشیگان |
| ظرفیت: ۶۴٬۷۶۷    | ان آربرمیامی · | ظرفیت: ۱۰۷٬۶۰۱  |
|                  | ان آربرمیامی · |                 |

## فرمت
هیچ قانون گل زده در خانه حریفی وجود ندارد و در صورت مساوی بازی به ضربات پنالتی می‌رود.

## مسابقات

### دور رفت
| بارسلونا                   | ۲–۱   | ناپولی                   |
| -------------------------- | ----- | ------------------------ |
| - بوسکتس ۳۸' - راکیتیچ ۷۹' | گزارش | - اومتیتی ۴۲' (گل‌به‌خودی) |

### دور برگشت
| ناپولی | ۰–۴   | بارسلونا                                  |
| ------ | ----- | ----------------------------------------- |
|        | گزارش | - سوارز ۴۸'، ۵۸' - گریزمن ۵۶' - دمبله ۶۳' |